# Marphysa aransensis
Marphysa aransensis är en ringmaskart som beskrevs av Treadwell 1939. Marphysa aransensis ingår i släktet Marphysa och familjen Eunicidae. Inga underarter finns listade i Catalogue of Life.